# Deinopis ravida
Deinopis ravida là một loài nhện trong họ Deinopidae.
Loài này thuộc chi Deinopis. Deinopis ravida được miêu tả năm 1879 bởi Ludwig Carl Christian Koch.